# Société togolaise du coton
La Société togolaise de coton (SOTOCO) est une ancienne société d'État chargée pendant près de 35 ans, de 1974 à 2010, de la filière coton au Togo, qui fait vivre plus de 200 000 agriculteurs dans la région des Savanes.

## Histoire
Créée par décret présidentiel du 27 mars 1974, la Société togolaise de cotoninstitue une africanisation des structures mises en place en 1949 par la Compagnie française pour le développement des textiles (CFDT).

## Production
Elle a connu une progression spectaculaire de sa production, passant de 10 736 tonnes de coton-fibre en 1974 à 187 703 tonnes en 1998-1999, avant de revenir à 173 000 tonnes en 2004-2005. Dans les années quatre-vingt, la production de coton a rapidement augmenté grâce aux programmes de développement financés par la Banque mondiale dans le centre du Togo et dans la Région des Savanes.
Parallèlement, les superficies emblavées sur les terres gérées par la Société togolaise de coton sont passées de 14 603 hectares en 1974 à 198 851 hectares en 2004-2005, soit une multiplication par douze.
La Nouvelle société cotonnière du Togo (NSCT) la remplace depuis janvier 2009, avec pour objectif « la relance de la filière cotonnière », après la « profonde crise » traversée « depuis la campagne 2000/2001 », qui a vu la production revenir à 65 367 tonnes en 2006-2007 puis 39 000 tonnes à la fin de la décennie.
La NSCT est une société d'économie mixte où l'État togolais est détenteur de 60 % des parts, les 40 % restant revenant aux organisations de producteurs de coton. Le gouvernement togolais a pour ambition de faire passer la production de 30 000 tonnes de coton en 2010 à 80 000 tonnes en 2011 et à 100 000 tonnes à partir de 2013. Mais cette projection n'a pas été atteinte et pour cause, l'agriculture togolaise, dépendant uniques de la dame nature, a connu quelques perturbations pluviométriques défavorables. Ainsi en 2013/2014, la production est de 77,850 tonnes, obtenue sur une superficie de 93,739 hectares et de 103 161 producteurs. La qualité du coton-fibre s’est nettement améliorée est 88 % pour 2013/2014.
La production est de 116.000 tonnes en 2019-2020.

## Direction
La NSCT est actuellement dirigée par Nana Adam Nanfame,.